# Iran Air
Iran Air (persisch ایران ایر; bis 1962 Iranian Airways Company) ist die nationale Fluggesellschaft des Iran mit Sitz in Teheran und Basis auf dem Flughafen Teheran-Imam Chomeini.

## Geschichte

### Iranian Airways

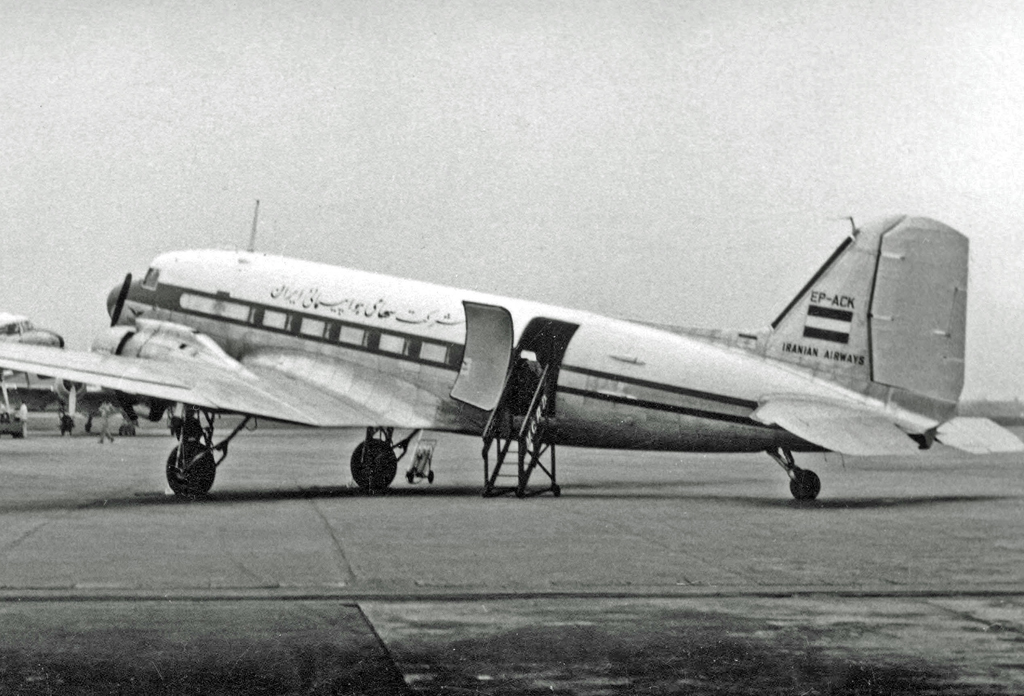
Douglas C-47B der Iranian Airways im Jahr 1954 in Manchester

Im Mai 1944 wurde die Iranian Airways Company gegründet. Kurz nach dem Ende des Zweiten Weltkriegs wurde der erste Passagierflug durchgeführt, von Teheran nach Mashad. Iranian Airways betrieb eine Flotte aus zahlreichen Douglas DC-3 sowie einigen De Havilland DH.104 Dove. Die ersten Auslandsziele waren Bagdad, Beirut und Kairo, zu denen ab 1946 Linien eröffnet wurden. Auch der Flughafen Tel Aviv-Lydda wurde in die Liste der Ziele aufgenommen. Ende 1946 kamen zu den bislang US-amerikanischen Piloten auch die ersten einheimischen hinzu. Schon 1947 wurde das Streckennetz bis nach Athen und Paris ausgedehnt. Während der Aufbauphase leistete die US-amerikanische Transocean Air Lines Unterstützung und führte Pilotenschulungen durch. Außerdem wurden Flugzeuge der Typen Convair CV-340, viermotorige Douglas DC-4 und DC-6 für Iranian Airways betrieben. Die Zusammenarbeit mit Transocean wurde 1961 beendet.
Nach fünf Flugunfällen mit den DC-3 (siehe unter „Zwischenfälle“) war die Reputation der Gesellschaft angeschlagen. Unter anderem deshalb wurde die Flotte im Jahr 1958 mit drei fabrikneuen Vickers Viscount 782D um moderne Mittelstreckenflugzeuge erweitert. Den ersten gemischten internationalen Passagier- und Frachtverkehr nahm Iranian Airways im selben Jahr zwischen Teheran und Frankfurt auf. Außerdem wurden mit den Viscounts Ziele bis hin nach Afghanistan, Pakistan und Indien angeflogen.

### Persian Air Services
Im Jahr 1954 wurde eine zweite private Fluggesellschaft, Persian Air Services (PAS) gegründet. Anfangs wurden nur Frachtflüge durchgeführt, auch nach Europa. Die Strecke führte von Teheran zunächst in die Gegenrichtung nach Abadan, dann über Beirut und Brindisi nach Basel. Später nahm PAS auch Passagierdienste vom Firmensitz in Teheran zu größeren iranischen Städten auf. Ab 1960 wurden mit gemieteten Maschinen Passagierflüge nach Europa angeboten.
Neben vier eigenen Avro York nutzte PAS von der belgischen Sabena gemietete Flugzeuge der Typen Douglas DC-4, DC-6 und DC-7. Technische Unterstützung wurde durch die britische Fluggesellschaft Skyways gestellt, die selbst eine größere Anzahl Avro York betrieb. Von den vier Avro York gingen allerdings zwischen 1955 und 1959 drei durch Totalschäden verloren. Mit den Langstreckenflugzeugen DC-7 konnten Direktflüge nach Genf, Paris, Brüssel und London angeboten werden.

### Iran Air
Im Jahr 1961 wurde die Gründung einer Fluggesellschaft in Staatsbesitz beschlossen. Am 24. Februar 1961 fusionierten die beiden Fluggesellschaften zur Iran National Airlines Corporation (persisch هواپيمائى ملى ايران, DMG Hawāpeymā’ī-ye Mellī-ye Irān). Seit 1964 ist Iran Air Mitglied des internationalen Fluggesellschaften-Verbandes IATA. Als Iran Air im Jahr 1965 ihre erste Boeing 727 zum Einsatz bringen konnte, wurde das Streckennetz unter anderem nach London erweitert. In den 1970er Jahren erhielt Iran Air eine neue Flotte von Boeing, darunter 707, 727, 737 und 747. Es war auch der Kauf des Überschallflugzeugs Concorde geplant. 1976 fand der erste Flug Teheran–New York mit einer Boeing 747-SP statt. Danach wurden auch Airbus A300 gekauft.
Nach der Islamischen Revolution stockte die Versorgung mit neuen Flugzeugen und es bestand aufgrund politischer Streitigkeiten bis Januar 2016 ein Handelsembargo gegen die Islamische Republik Iran, der eine grundlegende Modernisierung der Flotte unmöglich machte. Bis auf einige weitere Airbus A300 und A310 aus erster und zuletzt zweiter Hand von Turkish Airlines, Emirates und Olympic Airlines sowie Fokker 100 für den Inlandsverkehr gab es keinen weiteren Flottenausbau. Durch das Embargo war es auch nicht möglich, Original-Ersatzteile zu beschaffen. Das Durchschnittsalter der Flotte ist dadurch mit über 24 Jahren im Vergleich zu anderen Fluggesellschaften überdurchschnittlich hoch. Insbesondere die Boeing-747-Flotte war mit einem Durchschnittsalter von über 36 Jahren sehr betagt, aber auch aufgrund der Seltenheit der Modelle -100, -200 und -SP ein beliebtes Motiv für Planespotter. Iran Air ist Mitglied der IATA und hat das IATA Operational Safety Audit (IOSA) bestanden.

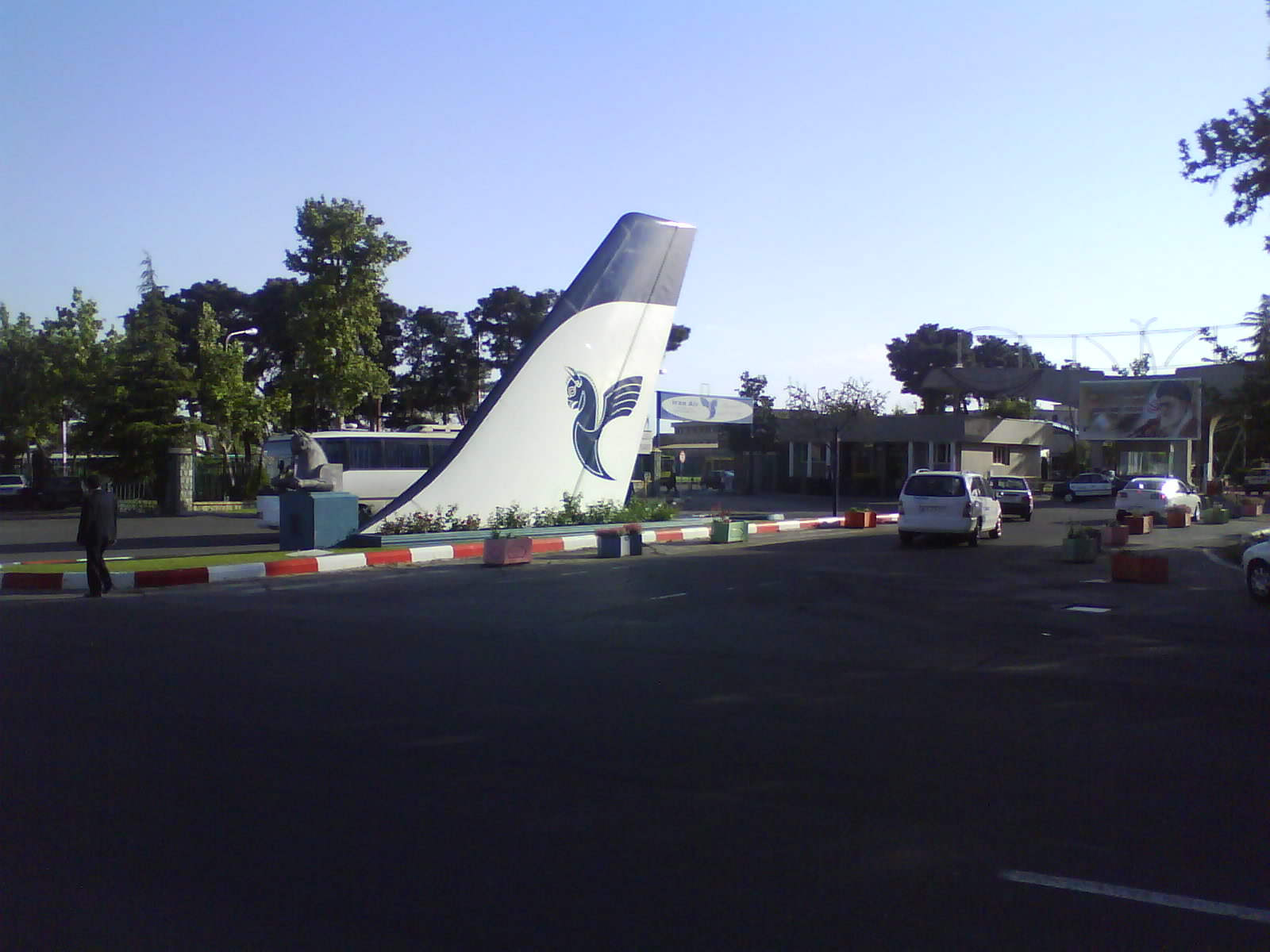
Sitz der Iran Air in Teheran, das dekorativ verwendete Seitenleitwerk stammt von einem im Jahr 2000 zerstörten Airbus A300

Am 20. März 2009 gab die iranische Regierung bekannt, Iran Air solle privatisiert werden. Sie betreibt mehrere Tochterunternehmen, darunter Iran Airtour mit Basis in Maschhad für ergänzende Inlands- und Charterflüge sowie Iran Air Cargo für den Transport von Fracht.
Im März 2010 wurde der Flugbetrieb in Länder der Europäischen Union eingeschränkt; diese dürfen wegen Sicherheitsmängeln nur noch von bestimmten Flugzeugen der Iran Air angeflogen werden. Im Juli 2010 wurden die Beschränkungen für Iran Air auf weitere Flugzeugtypen wie etwa Boeing 747 erweitert.
Im Januar 2014 musterte Iran Air die weltweit letzte noch betriebene Boeing 747-100 aus; sie hatte sie 1979 neu erhalten. Im November 2014 wurden zudem einige der verbliebenen 747-SP ausgemustert, die Iran Air als eine der letzten Gesellschaften der Welt ebenfalls noch betrieb.
Im November 2014 wurde bekannt, dass Iran erstmals seit 1979 wieder direkt von Boeing beliefert wird. Bei der ersten Lieferung handelte es sich um Handbücher, Zeichnungen und Navigationsmittel im Wert von ungefähr 120.000 US-Dollar.
Aufgrund der Beendigung des Handelsembargos im Januar 2016 bestellte Iran Air im selben Monat 20 Flugzeuge bei ATR sowie im Dezember 2016 100 bei Airbus. Vorausgegangen war eine Absichtserklärung für 21 Flugzeuge der A320- und 24 der A320neo-Familie sowie 27 A330 und 18 A330-900neo, 16 A350-1000 und zwölf A380-800 im Januar 2016. Die Idee zum Kauf der A380 wurde jedoch fallen gelassen.
Bei Boeing wurde ebenfalls im Dezember 2016 eine Absichtserklärung für 80 Flugzeuge unterzeichnet. Diese beinhaltet 50 737 MAX 8 sowie jeweils 15 777-300ER und 777-9. Es steht zu befürchten, dass der Handel nach der Amtsübernahme des neuen US-Präsidenten Donald Trump durch ein US-amerikanisches Ausfuhrverbot unmöglich werden könnte.
Von der Europäischen Kommission wurde im Juni 2016 beschlossen, die Einschränkungen für den Betrieb von Iran Air im europäischen Luftraum größtenteils wieder aufzuheben.
Anfang Juli 2016 beschloss die iranische Regierung, dass bis Juli 2017 alle Flugzeuge mit einem Alter von 24 Jahren und höher ausgemustert werden müssen. Kurz darauf stellte Iran Air ihre letzte Boeing 747-SP außer Dienst. Ende Februar 2018 befanden sich dennoch zahlreiche Flugzeuge im aktiven Dienst, die nach der Entscheidung von 2016 bereits ausgesondert sein müssten.
Am 11. Januar 2017 übernahm Iran Air nach 23 Jahren erstmals wieder ein neues Flugzeug ab Werk. Es handelt sich dabei um einen Airbus A321-200 mit dem Luftfahrzeugkennzeichen EP-IFA.
Im Verlaufe des Jahres 2017 erhielt Iran Air noch weitere Flugzeuge von Airbus und ATR. Im März 2017 wurden zwei Airbus vom Typ A330-200 geliefert; im Mai wurden der Fluggesellschaft vier ATR 72-600 geliefert. Die letzte Lieferung von fünf ATR 72-600 erfolgte Anfang August 2018 und damit unmittelbar vor der durch US-Präsident Donald Trump angekündigten Erneuerung der Iran-Sanktionen. Im September desselben Jahres vermeldete ATR, dass es keine weiteren Lieferungen mehr an Iran Air geben wird und die bestellten Flugzeuge bei anderen Gesellschaften platziert werden.
Im Februar 2019 gab Iran Air bekannt, sich drei gebrauchte Airbus A319-100 beschafft zu haben. Die Maschinen aus dem Baujahr 2002 wurden vermutlich über ein Unternehmen aus Tadschikistan erworben.
Im Februar 2021 stellte Iran Air die weltweit letzte Maschine des Typs Airbus A300-B2, und damit den ältesten Airbus der Welt, außer Dienst.

## Flugziele
Iran Air betreibt ein dichtes Netz an nationalen Verbindungen und fliegt Ziele im Nahen Osten, Europa und Asien an. Im deutschsprachigen Raum werden Frankfurt, Hamburg, Köln/Bonn und Wien bedient.
Codesharing
Codeshare-Abkommen bestehen mit Aeroflot, Air France, Austrian Airlines, Conviasa, Turkish Airlines und Lufthansa.

## Flotte

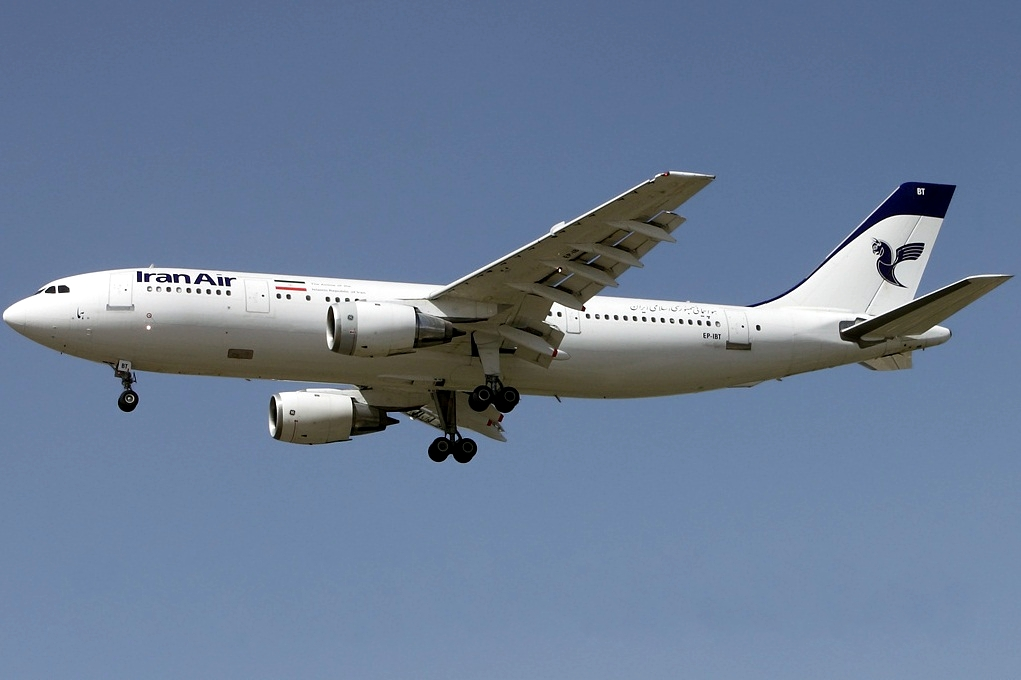
Airbus A300B2-200 der Iran Air

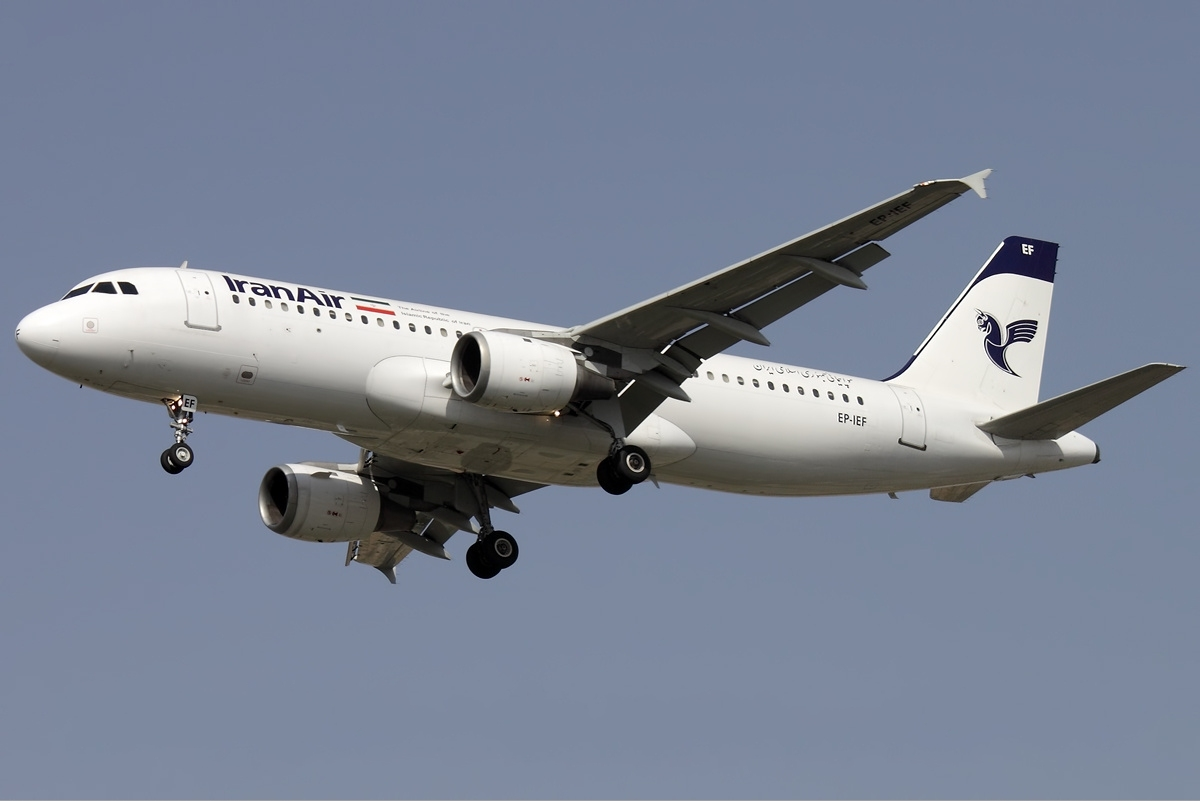
Airbus A320-200 der Iran Air

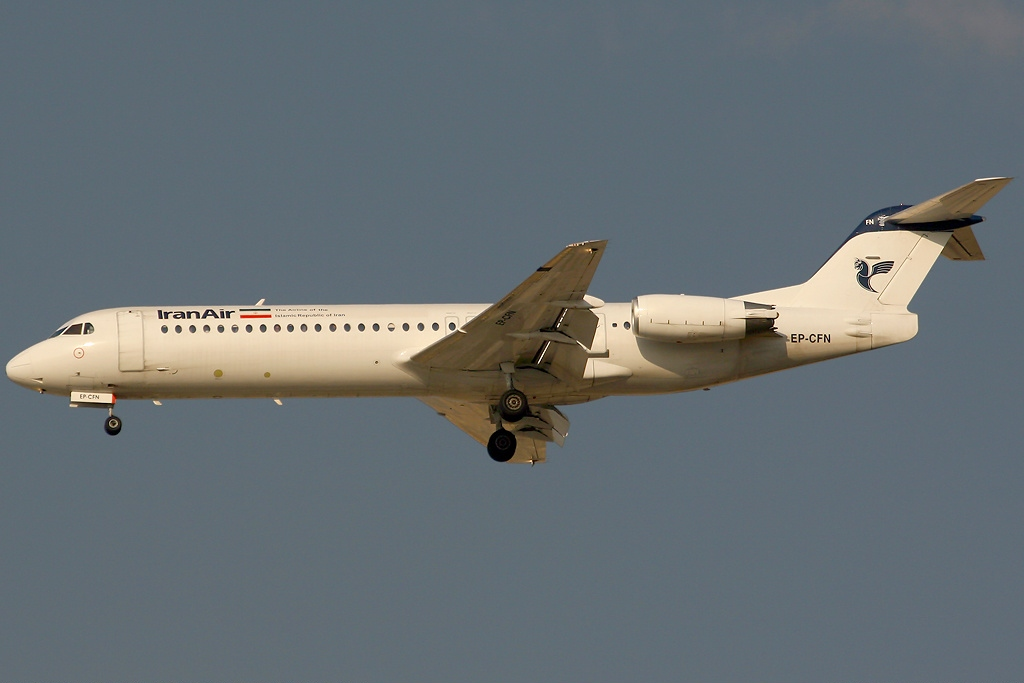
Fokker 100 der Iran Air

### Aktuelle Flotte
Mit Stand April 2024 besteht die Flotte der Iran Air aus 30 Flugzeugen mit einem Durchschnittsalter von 18,3 Jahren:
| Flugzeugtyp       | Anzahl | bestellt | Anmerkungen | Sitzplätze (Business/Economy)          |
| ----------------- | ------ | -------- | --- | -------------------------------------- |
| Airbus A300B4-200 | 01     |          | Baujahr 1984; ältestes Flugzeug der Flotte sowie weltweit ältestes aktives Airbus-Passagierflugzeug; weltweit letzter aktiver Airbus A300FFCC; Iran Air ist der weltweit letzte Betreiber der Passagierversion des A300 B4                     | 254 (17/237) 287 (-/287) 294 (-/294)   |
| Airbus A300-600   | 03     |          | davon zwei ehemalige Maschinen der Olympic Airways sowie zwei 1994 durch Airbus neu ausgelieferte Maschinen | 257 (17/240) 263 (27/236)              |
| Airbus A310-300   | 01     |          | | 208 (18/190)                           |
| Airbus A319-100   | 02     |          | Baujahr 2002; im Februar 2019 gebraucht beschafft, Einflottung Dezember 2019; einer inaktiv | - offen -                              |
| Airbus A320-200   | 02     |          | drei inaktiv | 144 (11/133) 145 (11/134) 146 (11/135) |
| Airbus A321-200   | 01     |          | mit Sharklets ausgestattet; fabrikneue Maschine; Auslieferung am 11. Januar 2017; bis auf Weiteres keine weiteren Neuauslieferungen geplant | 194 (12/182)                           |
| Airbus A330-200   | 02     |          | fabrikneu erhalten aus Airbus-Lagerbestand im März 2017; Baujahr 2014; jedoch nach Bestellungsstorno durch Avianca Brazil eingelagert; keine weiteren Neuauslieferungen                                                                        | 238 (32/206)                           |
| ATR 72-600        | 13     |          | zwischen dem 16. Mai 2017 und 5. August 2018 neu ausgeliefert – wegen der Erneuerung der Iran-Sanktionen wurde die Zusammenarbeit zwischen Iran Air und ATR beendet, weitere sieben Festbestellungen wurden nicht mehr geliefert; acht inaktiv | 68 (-/68)                              |
| Boeing 747-200M   | 01     |          | Frachtflugzeug der Iran Air Cargo; Betriebsverbot in der EU | Cargo                                  |
| Fokker 100        | 03     |          | letzte von ehemals 20 aktiven Maschinen dieses Typs bei Iran Air, Betriebsverbot in der EU | 104 (-/104)                            |
| Gesamt            | 29     | -        | |                                        |

#### Besonderheit hinsichtlich der Flotte
Zu der Flotte der Iran Air gehören sowohl die ältesten kommerziellen Passagiermaschinen im Land als auch die jüngsten: In den Jahren 2017 wurde nach einer Lockerung der Iran-Sanktionen mit einer Erneuerung der Flotte begonnen. Bis August 2018 hatte Iran Air 16 fabrikneue Maschinen von Airbus und ATR erhalten. Durch die Erneuerung der Sanktionen sind weitere Neuauslieferungen ausgeschlossen, weshalb zugleich mehrere 35 bis 40 Jahre alte Airbus-Maschinen in Betrieb verblieben sind. Das Durchschnittsalter der  Flotte von Iran Air ist damit dennoch das mit Abstand niedrigste aller iranischen Airlines – deren Flotten sind im Schnitt alle mehr als 20 Jahre, im Regelfall 24 bis 27 Jahre alt.
Ein weiteres Merkmal der Flotte von Iran Air ist, dass die Boeing-Maschinen im Laufe der Jahre zunehmend außer Betrieb genommen und hauptsächlich Maschinen aus europäischer Produktion in die Flotte neu aufgenommen wurden. Ein naheliegender Grund dafür ist das bessere Verhältnis zu europäischen Flugzeugbauern: Während Boeing seine Neuauslieferungen nach Iran seit der sogenannten Islamischen Revolution im Jahr 1979 eingestellt hat, lieferten Fokker, Airbus und zuletzt ATR seitdem immer wieder neue Maschinen an die Fluggesellschaft aus.

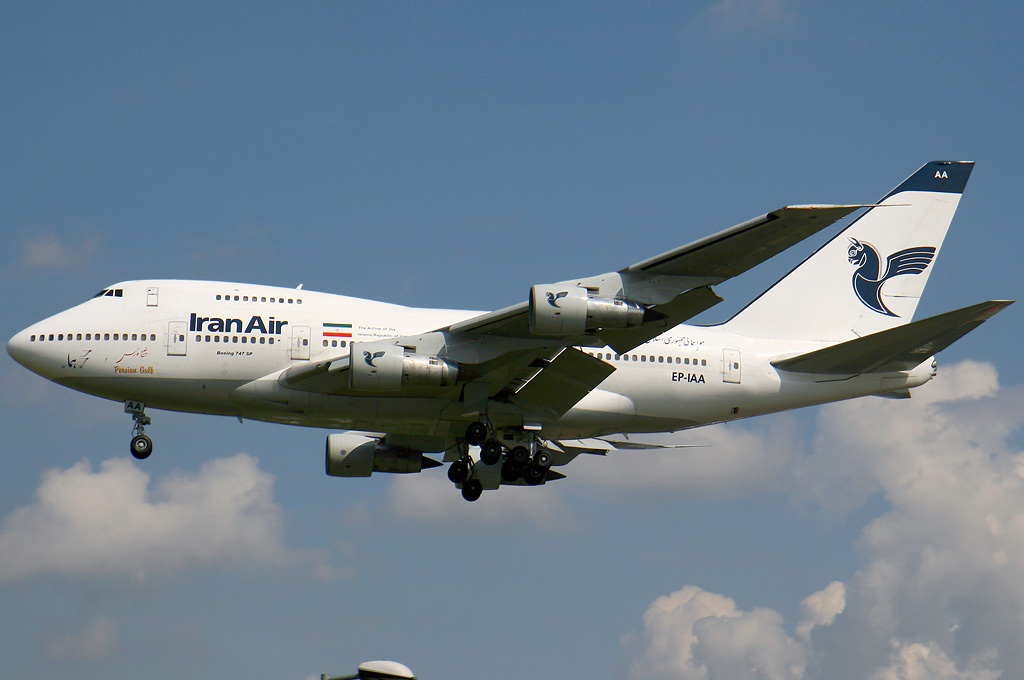
Boeing 747-SP der Iran Air im Jahr 2009

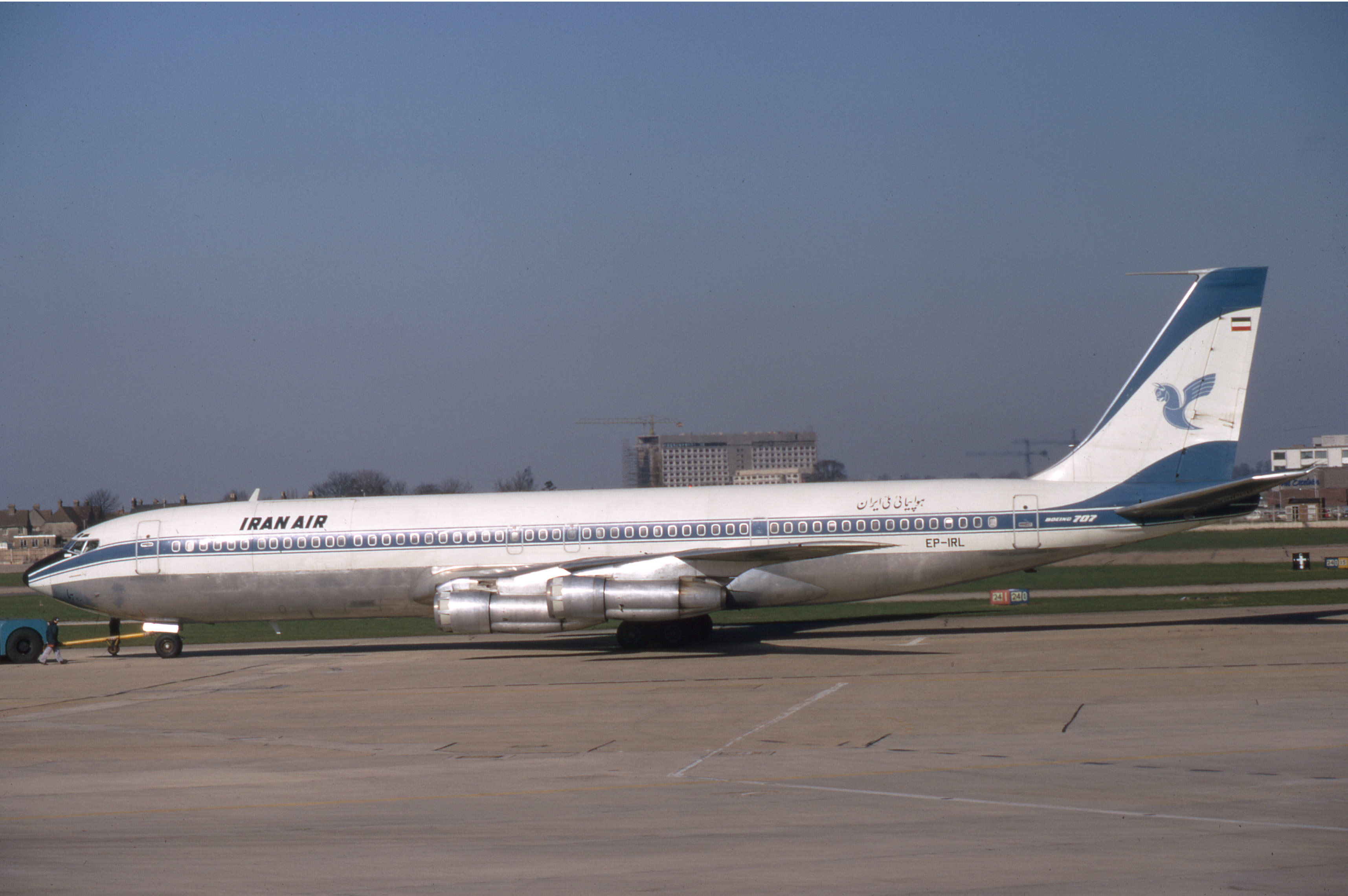
Boeing 707-300C der Iran Air im Jahr 1974

### Zuvor eingesetzte Flugzeuge
In der Vergangenheit setzte Iran Air unter anderem folgende Flugzeuge ein:
- Airbus A300B2
- Airbus A300B4-200F, Frachtflugzeug der Iran Air Cargo, wurde im Frühjahr 2018 als zweitälteste Maschine (Baujahr 1981) außer Dienst gestellt
- Airbus A310-200
- Airbus A340-200
- Boeing 707-300B/C
- Boeing 727-86/200 Adv.
- Boeing 737-200
- Boeing 747-100
- Boeing 747-200B
- Boeing 747-SP
- Curtiss C-46
- Douglas DC-3
- Douglas DC-4
- Douglas DC-6
- Douglas DC-8-55F
- Douglas DC-9-32
- SAIC MD-82
- Fokker F-27

## Zwischenfälle
Iran Air und ihre unmittelbaren Vorgängergesellschaften verzeichneten bis November 2017 in ihrer Geschichte 25 Totalverluste von Flugzeugen. Bei 12 davon gab es 548 Todesopfer. Beispiele:
- Am 14. September 1950 verunglückte eine Douglas DC-3/C-47A-30-DL der Iranian Airways mit dem Luftfahrzeugkennzeichen EP-AAG kurz nach dem Start vom Flughafen Teheran-Mehrabad zu einem Flug nach Saudi-Arabien, auf dem sieben Besatzungsmitglieder für einen Crewwechsel befördert werden sollten. Alle neun Menschen an Bord kamen ums Leben.[39]
- Am 1. Dezember 1950 kollidierte eine weitere Douglas DC-3/C-47A-25-DK der Iranian Airways (EP-AAJ) auf einem Flug von Täbris nach Teheran mit einem Berg, wobei alle acht Menschen an Bord starben.[40]
- Am 25. Dezember 1952 stürzte eine weitere Douglas DC-3/C-47A-35-DL der Iranian Airways (EP-ACJ) aus Isfahan kommend im Anflug auf den Flughafen Teheran-Mehrabad 7 km vor dem Zielflughafen ab. Dabei kamen 24 der 25 Insassen ums Leben.[41]
- Am 14. September 1955 verlor bei einer Avro York C.1 der Persian Air Services (EP-ADA) kurz nach dem Start vom Flughafen Abadan (Iran) zunächst das Triebwerk 3 (rechts innen) an Leistung, als die Maschine eine Höhe von rund 150 Meter erreicht hatte. Kurz darauf begann das Triebwerk 4 (rechts außen) stark zu stottern. Es wurde eine Notlandung auf irakischem Gebiet durchgeführt, etwa 20 Kilometer südlich des Startflughafens. Alle 13 Insassen, 4 Besatzungsmitglieder und 9 Passagiere, überlebten die Notlandung.[42]
- Am 17. September 1956 explodierte in einer Avro York C.1 der Persian Air Services (EP-ADB) während der Durchführung von Wartungsarbeiten auf dem Flughafen London-Stansted ein Treibstofftank. Die Maschine wurde zerstört. Es kamen keine Personen ums Leben.[43]
- Am 15. Juli 1959 verunglückte eine Avro York C.1 der Persian Air Services (EP-ADE) nahe dem Flughafen Kuwait. An der Maschine entstand Totalschaden. Nähere Einzelheiten sind nicht bekannt.[44]
- Am 4. August 1961 verlor die Besatzung einer Douglas DC-4 der Iranian Airways (EP-ADK) auf einem Frachtflug von Beirut nach Teheran völlig die Orientierung. Über russischem Gebiet wurden beim Beschuss durch Jagdflugzeuge das Triebwerk Nr. 1 sowie der Tank für das Triebwerk Nr. 4 so beschädigt, dass die Besatzung eine Bauchlandung an der südwestlichen Küste des Kaspischen Meers 6 Kilometer von der Stadt Rudsar entfernt im Verwaltungsbezirk Rudsar (Iran) machen musste. Alle 3 Besatzungsmitglieder des Frachtfluges überlebten den Totalschaden.[45]
- Am 2. Januar 1962 verunglückte eine Douglas DC-3/C-47-DL der Iran Air (EP-ABB) beim Start vom Flughafen Kabul (Afghanistan). Der Propeller Nr. 1 überdrehte, das Flugzeug drehte in Richtung der Betonsockel dreier Landebahnlampen und nach dem Abheben weiter in Richtung Terminal. Der Kapitän versuchte, diesem auszuweichen, wobei die linke Tragfläche etwa 100 Meter von der Landebahn entfernt den Boden berührte und die Maschine abstürzte. Beide Piloten, die einzigen Insassen auf dem Frachtflug, überlebten den Unfall.[46]
- Am 15. Februar 1965 wurde eine Vickers Viscount 782D der Iran Air (EP-AHC) auf dem Flughafen von Isfahan (Iran) so hart gelandet, dass das linke Hauptfahrwerk zusammenbrach. Die Maschine geriet von der Landebahn ab und wurde irreparabel beschädigt. Alle Insassen überlebten.[47]

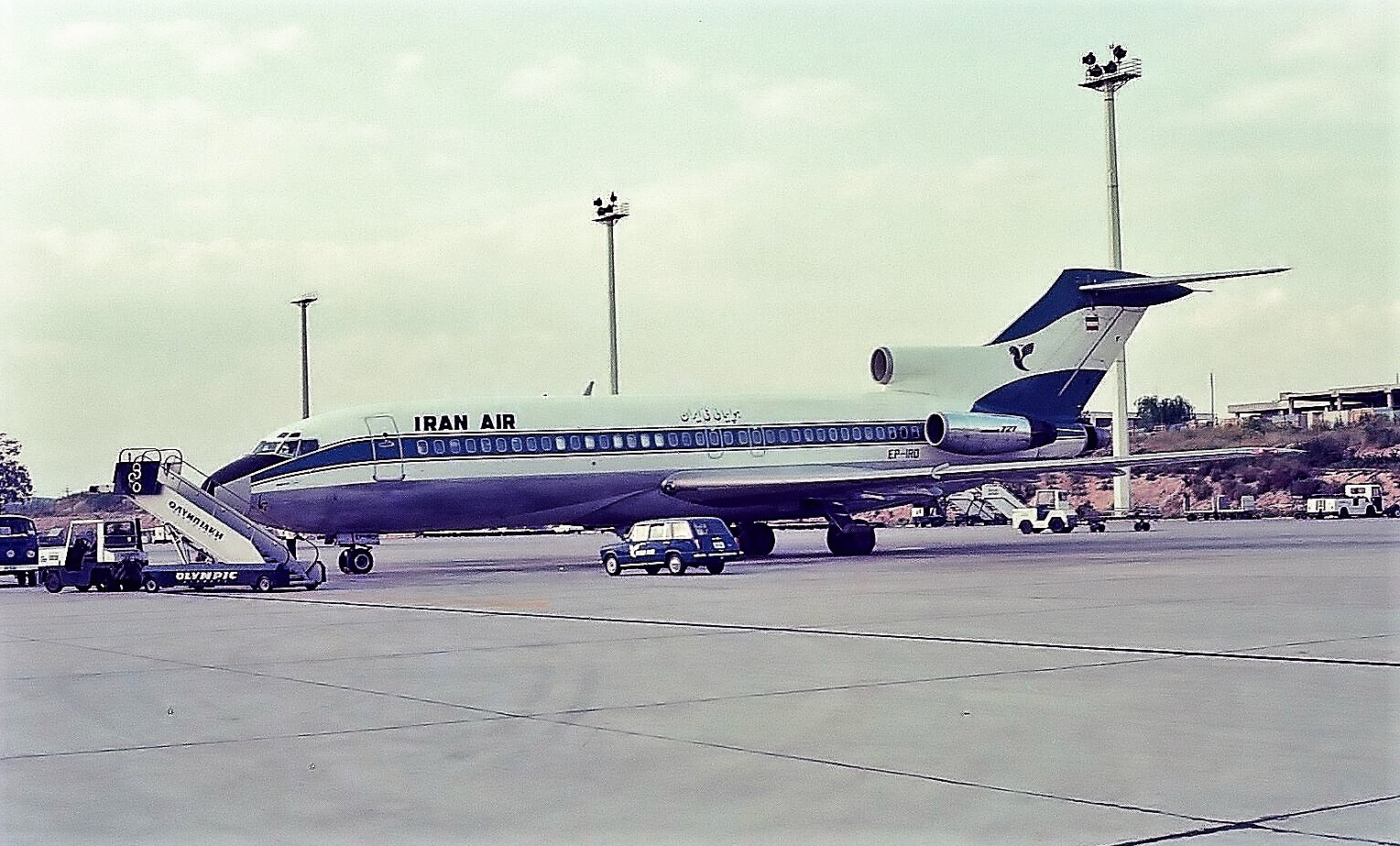
Die 1980 verunglückte Boeing 727-86 der Iran Air im Jahr 1977

- Am 21. Januar 1980 geriet eine Boeing 727-86 der Iran Air mit dem Luftfahrzeugkennzeichen EP-IRD aus Maschhad kommend beim Anflug auf den Flughafen Teheran-Mehrabad in einen Schneesturm. Die Maschine flog 29 km nördlich der Stadt in das Elburs-Gebirge, nachdem die Besatzung vom vorgegebenen Kurs abgewichen war. Alle 120 Passagiere und acht Crewmitglieder verloren dabei ihr Leben (siehe auch Iran-Air-Flug 291).[48]
- Am 15. Oktober 1986 wurde während eines Luftangriffs des Irak auf den Flughafen Schiras eine Boeing 737-200 (EP-IRG) auf dem Vorfeld zerstört. Hierbei starben drei Passagiere, die das zuvor dort gelandete Flugzeug verlassen wollten.[49]
- Am 3. Juli 1988 ereignete sich der schwerste Unfall in der Geschichte der Iran Air. Ein mit 290 Menschen vollbesetzter Airbus A300B2-200 (EP-IBU) auf dem Flug von Bandar Abbas nach Dubai wurde über der Straße von Hormus durch die Besatzung des US-amerikanischen Kriegsschiffs Vincennes abgeschossen. Alle 290 Insassen kamen ums Leben. Als Ursache gab die US-Regierung die Verwechslung mit einem Kampfflugzeug vom Typ F-14 Tomcat an (siehe auch Iran-Air-Flug 655).[50]
- Am 9. Juni 1996 verunglückte eine Boeing 727-286 (EP-IRU) während eines Trainingsflugs nahe Rascht. Nach dem fünfzehn Mal ein Touch-and-Go durchgeführt wurde, landete das Flugzeug mit eingefahrenem Fahrwerk und startete dennoch wieder durch. Das entstandene Feuer führte zu einer Bruchlandung im Gelände, bei der vier der sieben Besatzungsmitglieder getötet wurden (siehe auch Flugunfall einer Boeing 727 der Iran Air bei Rascht).[51]
- Am 2. Februar 2000 wurde ein Airbus A300B2-200 der Iran Air (EP-IBR) zerstört, als die Crew einer Lockheed C-130 Hercules der Iranischen Luftwaffe während des Starts in Teheran-Mehrabad die Kontrolle verlor und ihre Maschine mit dem Airbus kollidierte, der gerade zu einem Hangar geschleppt wurde. Die acht Insassen der Hercules kamen dabei ums Leben (siehe auch Flugzeugkollision auf dem Flughafen Teheran-Mehrabad 2000).[52][53]
- Am 9. Januar 2011 wurde eine Boeing 727-286adv (EP-IRP) auf dem Flug aus Teheran mit 105 Menschen an Bord nahe dem Flughafen Urmia in einen Berg geflogen. Sie befand sich bei schlechten Wetterbedingungen im Landeanflug, als die Crew durchstartete und das Flugzeug kurz darauf mit einem nahen Berghang kollidierte. Dabei kamen 78 der 105 Menschen an Bord ums Leben (siehe auch Iran-Air-Flug 277).[54][55]
- Am 19. März 2019 machte eine Fokker 100 (EP-IDG) der Iran Air, mit der ein Flug von Qeshm nach Teheran durchgeführt wurde, auf dem Flughafen Teheran-Mehrabad eine Bauchlandung, nachdem sich das Fahrwerk weder hydraulisch noch mechanisch ausfahren ließ. Unter den 24 Passagieren und 9 Besatzungsmitgliedern gab es keine Verletzten. Erste Untersuchungen ergaben, dass das Flugzeug schon seit Langem Hydraulikflüssigkeiten verlor.[56]

Darüber hinaus war Iran Air im August 1985,
im Dezember 1985
und im Januar 1990 von Flugzeugentführungen betroffen, bei denen insgesamt sechs Entführer erschossen wurden, ansonsten aber niemand zu Schaden kam.

## Trivia
Das Logo der Iran Air ist der „Homa“ (homā), ein Vogel aus der persischen Mythologie, der Glück und Freude schenken soll. Nach ihm wird auch die Zeitschrift der Fluggesellschaft (Homa – Iran Air Inflight Monthly Magazine) und die Business-Klasse der Gesellschaft als Homa-Class bezeichnet.